# Josef Geyer
Josef Geyer (22. května 1889 Březová – 3. září 1972 Dillenburg) byl československý politik německé národnosti a meziválečný poslanec Národního shromáždění za Německou národně socialistickou stranu dělnickou.

## Biografie
Vychodil národní školu v rodné Březové (Pirkenhammer), pak měšťanskou školu v Karlových Varech a učitelský ústav. Vyučoval na obchodní akademii. Podle údajů k roku 1930 byl povoláním profesor a člen městské rady v Karlových Varech.
Po parlamentních volbách v roce 1925 získal poslanecké křeslo v Národním shromáždění. Mandát ale nabyl až roku 1927 jako náhradník poté, co zemřel poslanec Josef Patzel. Mandát obhájil v parlamentních volbách v roce 1929.
V říjnu 1933 vystoupil z poslaneckého klubu německých národních socialistů a vstoupil do nového poslaneckého klubu nazvaného Sudetendeutsche parlamentarische Vereinigung (Sudetoněmecká parlamentní jednota). Již v listopadu 1933 byl ale, stejně jako všichni další bývalí poslanci DNSAP, zbaven mandátu.
Angažoval se dále v komunální politice v Karlových Varech. Po jmenování nové městské rady v březnu 1939 se stal zástupcem vrchního starosty s přímou zodpovědností za vlastní Karlovy Vary (starosta stál v čele celé aglomerace). Funkci zastával do roku 1941, kdy jí byl zproštěn. Pak byl spolumajitelem firmy Schösser & Geyer. Po roce 1945 žil v Západním Německu, kde byl ve městě Herborn v Hesensku komunálním politikem.